# Youngia henryi
Youngia henryi là một loài thực vật có hoa trong họ Cúc. Loài này được (Diels) Babc. & Stebbins miêu tả khoa học đầu tiên năm 1937.